# یواس‌اس کراسبی (دی‌دی-۱۶۴)
یواس‌اس کراسبی (دی‌دی-۱۶۴) (به انگلیسی: USS Crosby (DD-164)) یک کشتی بود که طول آن ۹۵٫۸۳ متر (۳۱۴٫۴ فوت) بود. این کشتی در سال ۱۹۱۸ ساخته شد.